# Tratado Montealegre-Velasco
Tratado de mutuo reconocimiento, alianza y comercio entre Costa Rica y Granada (Nicaragua), firmado en Granada el 16 de agosto de 1823 y ratificado ese mismo año. Fue el primer tratado internacional suscrito por Costa Rica, cuyo comisionado en las negociaciones fue Mariano Montealegre Bustamante, quien estaba también acreditado como comisionado ante el gobierno de León. 

## Texto del tratado
Reunidos los señores que la componen y señor Enviado de Costa Rica, con el fin de contratar uno y otro Gobierno, se propusieron por el señor Comisionado,  con arreglo a sus instrucciones, los artículos siguientes, habiendo presentado el  dicho señor el competente credencial que se le devuelve.
1°- Que uno y otro Gobierno se reconozcan mutuamente en todos sus ramos.

2° -Que uno y otro se deberán auxiliar mutuamente en caso de invasión exterior o interior turbación, hasta con el número de quinientos hombres, consideradas las actuales fuerzas de una y otra Provincia, no debiéndose entender estrechamente, pues pudiéndose con más se deberá hacer y prestar.

3°-Que en caso de abrir el camino de Sarapiquí o San Carlos para la comunicación  pronta de la provincia de Costa Rica y ésta, concurrirá cada una en proporción a su facultades y población a los gastos que se eroguen para la guarnición que proteja el comercio de ambas Provincias y su  seguridad.

4° -Costa Rica dará a la Provincia de Granada el surtido de tabaco para sus tercenas, mientras subsista estancado, a dos reales libra en sus propios almacenes; anticipándose por el Gobierno de Granada una tercera parte del pedido anual al tiempo de su remesa y las dos terceras partes restantes a los cuatro meses de recibido en ésta; todo lo que deberá entenderse cesado el apuro que hostilidades con el Gobierno de León.

5°-Que con respecto a la deuda que tiene contraída el Gobierno de Granada con Costa Rica en dos remesas de tabaco,  por lo  que hace a la última, que importa dos mil trescientos setenta pesos un real, teniendo pagados un mil quinientos que llevó  el C. Mora y quinientos cincuenta, valor de los fletes, sólo resta trescientos veinte pesos un real, que satisfará en el día, cubriéndose con recibo del señor Enviado y Factor; y por lo que toca a la anterior,  cuyo  valor es de tres mil sesenta y cinco pesos, tres y medio reales, se le franqueará libramiento contra el Administrador de Masaya D. Gregorio Bolaños y sus fiadores del producto libre de cuarenta tercios de que se hizo cargo en enero de este año y de que aún no ha rendido cuenta y el resto será satisfecho en el término de dos meses.

6°-Que el costo de correos se graduara proporcionalmente, tocando a los dos Gobiernos contratantes las dos terceras partes de él, bajo el concepto de que no deberá ser interceptado, y por el que lo fuere será satisfecho todo su costo.

7°- Para el comercio recíproco entre ambas Provincias se estipulara: 1°, que los artículos de comestibles, vinos y aceites, plantas y drogas medicinales serán libres de todo derecho de Hacienda en su introducción; 2°,que en los  demás artículos, siendo en su naturaleza o manufactura procedentes de ellas, puede establecerse hasta un dos por ciento de dichos derechos ; 3° , si de las demás provincias del Reino, un tres por ciento ; 4°, si de los otros Reinos de América que se llamaba española , un cuatro por ciento; 5°, y si extranjeros, en el fierro, acero, cobre y plomo, géneros de lino y lana, un cinco por ciento ; la seda en rama y tejidos, un ocho por ciento; los géneros de algodón, la quinquillería, cristalería y losa, un diez por ciento ; los  licores, naipes, abanicos, relojes, botas y zapatos, sillas de montar y muebles de adorno de casa, un veinte por ciento ; 6°, el oro y plata en po1vo, pasta, plancha, barra o amonedado y el azogue, los instrumentos de agricultura, minería y demás artes, los impresos, mapas, naipes, jarcia, alquitranes, breas, anclas, arnas y peltrechos de guerra, cualquiera que sea su origen, sean libres de dichos derechos.

8°.-Conociendo que el partido de Nicoya, por su situación topográfica, puede recibir mayores ventajas del Gobierno de Costa Rica, a cuya Provincia está más contiguo, el Gobierno de Granada lo informará así a la Soberana Asamblea Constituyente para su determinación.

9°.-Que la ratificación de los antecedentes tratados, por lo tocante al Gobierno de Costa Rica que se la reserva, según el credencial del señor su Enviado, se prefija el término de mes y medio entre el que podrá ir y regresar el correo mensual, y un término que parece oportuno para el efecto.

Y habiéndose movido la cuestión de si por este Gobierno, que en el día depende de la Soberana Asamblea Constituyente, podrían celebrarse tratados como los precedentes y ratificarse o no, se resolvió  afirmativamente; pero siempre con el carácter de interinidad y bajo la aprobación de la misma Asamblea Soberana, adonde deberá darse cuenta al efecto. En su consecuencia, releído que fue todo el anterior contexto a los señores contratantes en lo  más solemne, por si  esta Junta Gubernativa y el  señor Legado de Costa Rica D. Mariano Montealegre, a nombre de su Gobierno, se obliga a estar por lo pactado dependiente de la ratificación dicha ; haciendo por ahora las demostraciones que sean posibles y prometiéndose este Gobierno en su ratificación solemnizarla en los términos que más signifiquen su justo regocijo; y firman en esta Sala de Sesiones de Granada, a los diez y seis días del mes de agosto de mil ochocientos veinte y tres, primero de nuestra Libertad. José Antonio Velasco.- Mariano Montealegre.-Juan Argüello.-Bernabé Montiel.-Venancio Fernández.-Nicolás de la Rocha.-Juan José Guzmán, Srio.

## Vigencia
El tratado Montealegre-Velasco estuvo vigente hasta 1824, cuando tanto Nicaragua como Costa Rica quedaron incorporadas a las Provincias Unidas del Centro de América. 